# Selasia ruficolor
Selasia ruficolor is een keversoort uit de familie kniptorren (Elateridae). De wetenschappelijke naam van de soort is voor het eerst geldig gepubliceerd in 1946 door Pic.